# Amores urbanos
Amores urbanos fue una telenovela chilena juvenil creada por Rodrigo González y escrita por Pamela Soriano y Rodrigo González, emitida dentro de Mekano (Mega) durante el segundo semestre de 2003. Contó con las actuaciones de gran parte de los bailarines del programa juvenil.

## Trama
Coni (Carla Jara) una joven acomodada que sueña con ser actriz; llega a una pensión. Allí conocerá al amor de su vida, Julio (Sergio Aguirre), así como también a una pareja de actores callejeros, Milo (Philippe Trillat) y Kiara (Karen Bejarano), a Florencia (Monserrat Torrent), una desinhibida joven que le gusta coquetear con todos los hombres y a Laura (Cecilia Cucurella), la dueña de la pensión, quien además es víctima del maltrato de su marido, Lucho (Sebastián Dahm). Por otro lado también se desarrolla la historia de los jóvenes ricos y mimados, que gustan de las emociones fuertes: alcohol, drogas y sexo fácil.

## Elenco
- Carla Jara como Coni.
- Sergio Aguirre como Julio.
- Philippe Trillat como Milo.
- Pia Cichero como La Flaca.
- Monserrat Torrent como Florencia.
- Cecilia Cucurella como Laura.
- Sebastián Dahm como Lucho.
- Adriano Castillo como Salvatore.
- Gerardo del Lago como Matías.
- Oscar Garcés como Cristóbal.
- Rodrigo González como Juancho.
- César Arredondo
- María Isabel Indo como Paty.
- Gabriela Medina como Leticia.
- Rony Munizaga como Nicolás.
- Elena Muñoz como Alicia.
- León Murillo como Roberto "El Bola 8".
- Sebastián Holthever
- Catalina Palacios como Isidora.
- Nicole Pérez como Mitzi.
- Rosemary Segura como Javiera.
- Osvaldo Silva como Bernardo.
- Alexander Urcullu como Manolo.
- Roberto Vander como Carlos.
- Karen Bejarano como Kiara.
- Sandra Solimano como Madre de Matías.

## Banda sonora
1. Carla Jara y Rigeo - Amores Urbanos
2. Paulina Rubio - Yo No Soy Esa Mujer
3. Juanes - Mala Gente
4. Luis Jara - Mañana
5. La Pozze Latina - Chica Eléctrica
6. Cabas - ... Se Llama Cumbia
7. David Bisbal - Dígale
8. Álvaro Véliz - No Se Vivir
9. Lucero - Ya No
10. Pablo Herrera - Amor, Amor
11. Sandy & Junior - El Amor No Fallará
12. Ricardo Montaner - Será
13. Amaury Gutiérrez - Dime Corazón
14. Luis Fonsi - Quisiera Poder Olvidarme De Ti
15. Glup! - Mi Destino
16. Paulina Rubio - Todo Mi Amor
17. Marcos Llunas - Esa Maldita Obsesión

| Predecesor: Zoom, acercate al amor | Miniserie de MEGA Anual 2003 | Sucesor: Don Floro |

- Datos: Q2843879